# Karl Henrik Karlsson
Karl Henrik Karlsson, född 12 november 1856 i Dingtuna, Västmanlands län, död 24 maj 1909 i Stockholm, var en svensk historiker. Föräldrar var kronolänsmannen och riksdagsmannen Franz Otto Karlsson och Theodora Ulrika Berglund.
Karlsson disputerade 1890 med en avhandling om kungens domsrätt och dess utövning under medeltiden. Anställd som amanuens på Kungliga biblioteket 1885 och avancerade där 1908 till föreståndare för handskriftsavdelningen. Han vistades med statsanslag i Rom för forskningar i Vatikanens arkiv 1894-1900 och var dessutom bibliotekarie vid Stockholms stadsbibliotek.
Karlsson blev 1890 sekreterare i Svenska autografsällskapet, sedermera (1905) Personhistoriska samfundet, och redaktör för dess tidskrift, vilken 1898 ändrade namn till Personhistorisk tidskrift (PHT). Karlsson skrev ett flertal artiklar i PHT och Historisk tidskrift. I dessa utredde han många medeltida frälsesläkter och rensade därvid bort en mängd av den tidigare ovetenskapliga medeltidsgenealogins ohistoriska tillägg.
Karlsson gjorde därmed en banbrytande insats för medeltidens personhistoria. Hans Gillingstam sammanfattar i Svenskt biografiskt lexikon Karlssons arbete inom området på följande sätt: ”Det medeltidsgenealogiska arbetsfältet, som är svårutrett genom att källmaterialet är så splittrat och svårtolkat, har blivit extra komplicerat genom okritiska genealogers verksamhet under århundraden. Före Karlsson var det praktiskt taget obearbetat av modern kritisk forskning. Betydelsen av hans banbrytande gärning inom detta område kan sålunda inte överskattas”.
Då Karlsson plötsligt avled alldeles i början av en stor forskningsinsats inom medeltidsgenealogin, vid endast 52 års ålder, hann den källkritiska metod han utvecklat inte få genomslag i den så kallade Uggleupplagan av Nordisk familjebok, trots att han redan 1883 inlett ett samarbete med lexikonets redaktion.